# Джеймі Бенн
Джеймі Бенн (англ. Jamie Benn; 18 липня 1989, м. Вікторія, Канада) — канадський хокеїст, центральний нападник. Виступає за «Даллас Старс» у Національній хокейній лізі.
Олімпійський чемпіон.
Брат: Джорді Бенн.

## Ігрова кар'єра
Вихованець хокейної школи Пенінсула (ВОЮХЛ). Виступав за «Келона Рокетс» (ЗХЛ).
2007 року був обраний на драфті НХЛ під 129-м загальним номером командою «Даллас Старс». 
11 жовтня 2009 Бенн зрівняв рахунок 3–3 у матчі проти «Ванкувер Канакс» у серії булітів «зірки» поступились. Наприкінці сезону новобранець виступав в плей-оф за фарм-клуб «Техас Старс» (АХЛ).
Під час локауту в сезоні 2012–13 виступав за німецький «Гамбург Фрізерс».
19 вересня 2013 Бенн став шостим капітаном клубу «Даллас Старс».
9 квітня 2015 Джеймі став володарем трофею Арта Росса.
15 липня 2016 канадець уклав восьмирічний контракт з «зірками» на суму $76 мільйорнів доларів.

## На рівні збірних
У складі молодіжної збірної Канади учасник чемпіонату світу 2009.
У складі національної збірної Канади Олімпійський чемпіон ігор 2014, учасник чемпіонату світу 2012.  

## Нагороди та досягнення
- Олімпійський чемпіон — 2014.
- Чемпіон ЗХЛ — 2009.
- Переможець молодіжного чемпіонату світу — 2009.
- Учасник матчу всіх зірок НХЛ — 2012, 2016.
- Перша команда всі зірок НХЛ — 2014, 2016.
- Трофей Арта Росса — 2015.
- Друга команда всі зірок НХЛ — 2015.

## Статистика

### Клубні виступи
| Сезон        | Клуб                | Ліга         | Регулярний сезон | Регулярний сезон | Регулярний сезон | Регулярний сезон | Регулярний сезон | Плей-оф | Плей-оф | Плей-оф | Плей-оф | Плей-оф |
| Сезон        | Клуб                | Ліга         | І                | Г                | П                | О                | ШХ               | І       | Г       | П       | О       | ШХ      |
| ------------ | ------------------- | ------------ | ---------------- | ---------------- | ---------------- | ---------------- | ---------------- | ------- | ------- | ------- | ------- | ------- |
| 2004–05      | «Пенінсула Пантерс» | ВОЮХЛ        | 4                | 1                | 2                | 3                | 2                | 2       | 0       | 0       | 0       | 0       |
| 2005–06      | «Пенінсула Пантерс» | ВОЮХЛ        | 38               | 31               | 24               | 55               | 92               | 7       | 5       | 7       | 12      | 20      |
| 2005–06      | «Вікторія Сальса»   | БКХЛ         | 6                | 0                | 0                | 0                | 0                | —       | —       | —       | —       | —       |
| 2006–07      | «Вікторія Гріззліс» | БКХЛ         | 53               | 42               | 23               | 65               | 78               | 11      | 5       | 4       | 9       | 12      |
| 2007–08      | «Келона Рокетс»     | ЗХЛ          | 51               | 33               | 32               | 65               | 68               | 7       | 3       | 8       | 11      | 4       |
| 2008–09      | «Келона Рокетс»     | ЗХЛ          | 56               | 46               | 36               | 82               | 71               | 19      | 13      | 20      | 33      | 18      |
| 2009–10      | «Даллас Старс»      | НХЛ          | 82               | 22               | 19               | 41               | 45               | —       | —       | —       | —       | —       |
| 2009–10      | «Техас Старс»       | АХЛ          | —                | —                | —                | —                | —                | 24      | 14      | 12      | 26      | 22      |
| 2010–11      | «Даллас Старс»      | НХЛ          | 69               | 22               | 34               | 56               | 52               | —       | —       | —       | —       | —       |
| 2011–12      | «Даллас Старс»      | НХЛ          | 71               | 26               | 37               | 63               | 55               | —       | —       | —       | —       | —       |
| 2012–13      | «Гамбург Фрізерс»   | ДХЛ          | 19               | 7                | 13               | 20               | 30               | —       | —       | —       | —       | —       |
| 2012–13      | «Даллас Старс»      | НХЛ          | 41               | 12               | 21               | 33               | 40               | —       | —       | —       | —       | —       |
| 2013–14      | «Даллас Старс»      | НХЛ          | 81               | 34               | 45               | 79               | 64               | 6       | 4       | 1       | 5       | 4       |
| 2014–15      | «Даллас Старс»      | НХЛ          | 82               | 35               | 52               | 87               | 64               | —       | —       | —       | —       | —       |
| 2015–16      | «Даллас Старс»      | НХЛ          | 82               | 41               | 48               | 89               | 64               | 13      | 5       | 10      | 15      | 10      |
| 2016–17      | «Даллас Старс»      | НХЛ          | 77               | 26               | 43               | 69               | 66               | —       | —       | —       | —       | —       |
| 2017–18      | «Даллас Старс»      | НХЛ          | 82               | 36               | 43               | 79               | 54               | —       | —       | —       | —       | —       |
| 2018–19      | «Даллас Старс»      | НХЛ          | 78               | 27               | 26               | 53               | 56               | 13      | 2       | 8       | 10      | 10      |
| 2019–20      | «Даллас Старс»      | НХЛ          | 69               | 19               | 20               | 39               | 53               |         |         |         |         |         |
| Усього в НХЛ | Усього в НХЛ        | Усього в НХЛ | 814              | 300              | 388              | 688              | 613              | 32      | 11      | 19      | 30      | 24      |

### Збірна
| Рік                | Команда            | Турнір             | Місце              | І  | Г | П | О | ШХ |
| ------------------ | ------------------ | ------------------ | ------------------ | -- | - | - | - | -- |
| 2009               | Канада             | МЧС                | 1                  | 6  | 4 | 2 | 6 | 4  |
| 2012               | Канада             | ЧС                 | 5-е                | 8  | 3 | 2 | 5 | 4  |
| 2014               | Канада             | ОІ                 | 1                  | 6  | 2 | 0 | 2 | 4  |
| Молодіжна збірна   | Молодіжна збірна   | Молодіжна збірна   | Молодіжна збірна   | 6  | 4 | 2 | 6 | 4  |
| Національна збірна | Національна збірна | Національна збірна | Національна збірна | 14 | 5 | 2 | 7 | 8  |